# Pala d’oro (Aachen)

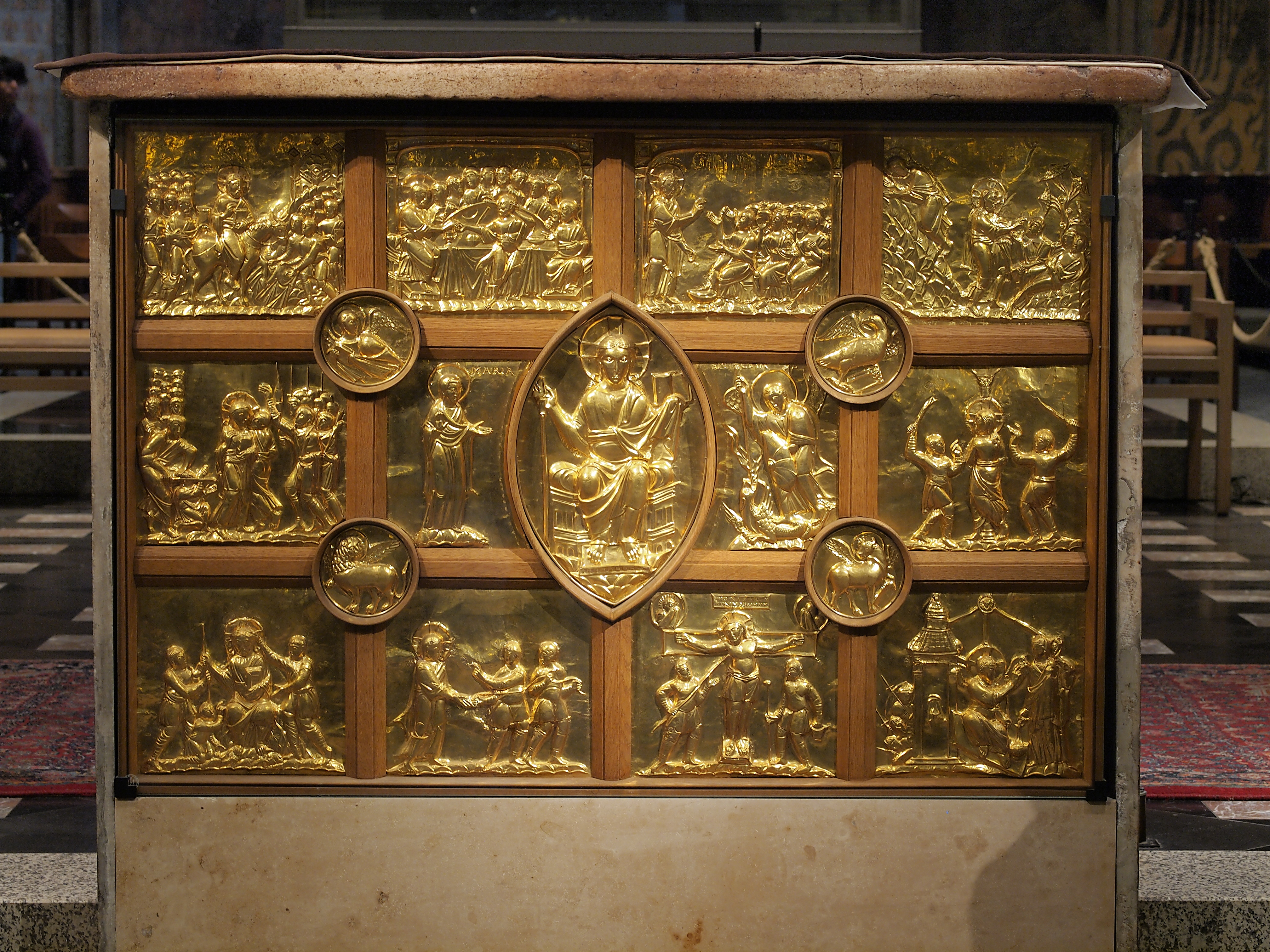
Die Pala d’oro im Aachener Dom

Die in das erste Viertel des elften Jahrhunderts datierte Pala d’oro (ital. für „Goldenes Altarbild“ oder „Goldaltar“) dient als Antemensale und damit als Vorder- bzw. Schmuckseite des Hauptaltars im Aachener Dom. Sie ist ein Meisterwerk ottonischer Goldschmiedekunst und besteht aus siebzehn in getriebenem Goldblech gearbeiteten, reich detaillierten Reliefplatten, die vermutlich auf eine Stiftung des sächsischen Kaiserhauses zurückgehen. Sie stellt neben dem Basler Antependium – beide Werke stammen wahrscheinlich aus derselben Werkstatt – der Mailänder Pala d’oro aus der ersten Hälfte des neunten Jahrhunderts sowie den ersten Bestandteilen der venezianischen Pala d’oro im Markusdom die einzig erhaltene metallene Altarverkleidung des Frühmittelalters dar.

## Beschreibung

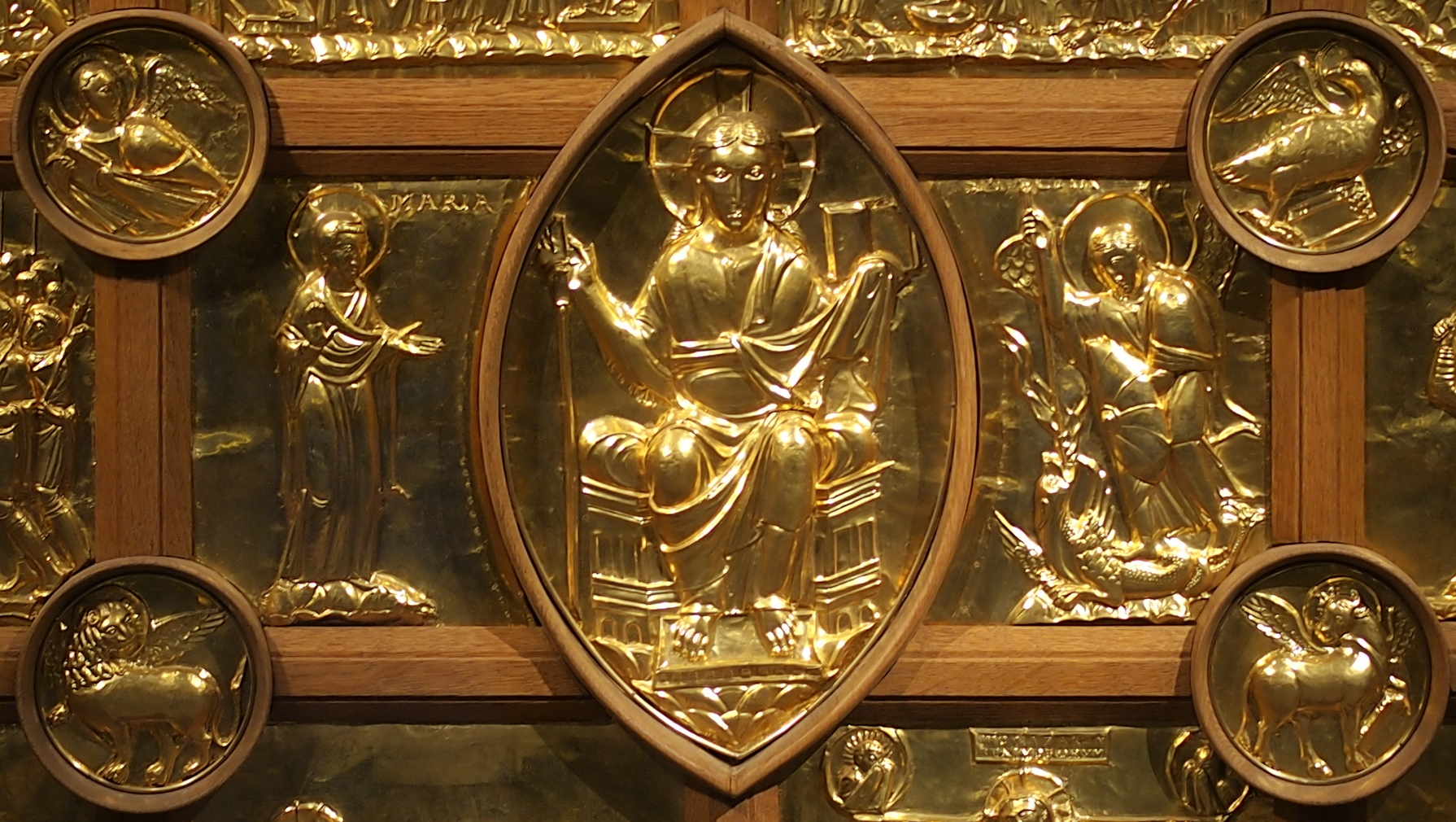
Christus in der Mandorla, links Maria und gegenüber Erzengel Michael, umgeben von den vier Evangelistensymbolen

Die goldene Altartafel zeigt in den zehn Reliefs rund um das Zentralmotiv des thronenden Christus in der Mandorla Szenen aus der Passions- und Auferstehungsgeschichte, ferner zu den Seiten des Erlösers links die Gottesmutter Maria und rechts den Erzengel Michael – anstatt wie sonst meist üblich den Jünger Johannes – umgeben von vier Medaillons mit den Evangelistensymbolen. Die Tafeln wurden aus dünnen Feingoldblechen aus einer Legierung von 999,98 ‰ Goldanteilen getrieben und sind heute mit einer, in späteren Zeiten aufgetragenen Füllmasse mit den dünnen hölzernen Trägerplatten verbunden. Im Lauf der Zeit wurde die Anordnung der einzelnen Teile der Tafel mehrfach verändert und der jeweiligen Funktion angepasst. Möglicherweise stellen die heute erhaltenen Reliefs lediglich die Reste einer vollständigen Altarverkleidung dar.

### Bildprogramm

#### Majestas Domini und Deësis
In der Mitte der Altartafel, umrahmt von einer Mandorla, sitzt aufrecht Christus auf einem Thron, die Füße auf einen separaten Sockel gestützt. Christus wird im Typus der gütigen Majestas Domini dargestellt, in der linken, verhüllten Hand das geöffnete Buch des Lebens haltend. Die rechte Hand ist zum Segensgestus erhoben und auf einen Kreuzstab gestützt. Die jugendliche Christusfigur, die von einem Heiligenschein umgeben ist, wird zu seiner Rechten von Maria, die im Dreiviertelprofil dargestellt ist, begleitet. Die mit einem in Falten gelegten Tuch verhüllte, leicht gebeugte Figur ist Christus mit offenen Händen bittend zugewandt.
Links von der Christusfigur befindet sich eine Darstellung des Erzengels Michael im Halbprofil, der einem feuerspeienden Drachen eine Lanze, die er in der rechten Hand führt, in den Rachen stößt. In der linken Hand hält er einen Schild, der den Körper vor den Flammen schützt. Die Figur ist mit einem in Falten gelegtem Gewand verhüllt. Beide Figuren sind ebenfalls mit einem Heiligenschein umgeben und symbolisieren die Fürbittenden der Menschheit, die Deësis.
Dieses im Mittelalter häufig gebrauchte Bildmotiv der christlichen Ikonografie zeigt in der Regel eine Dreifigurengruppe mit Christus sowie der Gottesmutter Maria und gewöhnlich Johannes dem Täufer an seinen Seiten. In der Aachener Altartafel nimmt entgegen der üblichen Anordnung der Erzengel Michael die Position des Heiligen Johannes ein.

#### Passionsreliefs
Die Deësis wird von zehn Goldreliefs umrahmt, die Szenen aus der Passion Christi zeigen. Die goldgetriebenen Tafeln sind 25,5 bis 26 cm lang und 22,5 bis 23 cm hoch und besitzen jeweils an einer Ecke eine Aussparung zur Aufnahme der Evangelistenmedaillons. In den Reliefs wird die Leidensgeschichte Jesu dargestellt:
- Obere Reihe: der Einzug in Jerusalem, das letzte Abendmahl, die Fußwaschung, die schlafenden Jünger im Garten Getsemani;
- Mittlere Reihe: der Verrat des Judas, die Geißelung;
- Untere Reihe: die Dornenkrönung, der Gang nach Golgotha, die Kreuzigung und die Auferstehung.

##### Der Einzug in Jerusalem
Die 26,7 cm lange und 23,8 cm hohe Reliefplatte zeigt Christus mit einem Heiligenschein, auf einem Esel reitend vor den Toren Jerusalems. In der linken Hand hält er das geschlossene Buch des Lebens. Er wird von seinen barfüßigen Jüngern begleitet, von denen lediglich zwei figürlich im Halbprofil dargestellt sind, während die anderen dahinter verdeckt arrangiert wurden. Am rechten Bildrand kommen Christus Einwohner von Jerusalem entgegen und bereiten ihm einen huldvollen Empfang. Das Relief ist heute in der linken oberen Ecke der Altartafel angebracht. Die rechte untere Ecke wurde nachträglich umgearbeitet, um das Engel-Medaillon einzupassen. Dazu mussten der Fuß eines Bewohners Jerusalem und die Gestaltung der Erdschollen in diesem Bereich nachgetrieben werden.

##### Das letzte Abendmahl
Die 27 cm lange und 23,7 cm hohe Reliefplatte zeigt Christus im Kreis seiner Jünger während des letzten Abendmahls. Am linken Tischende thront Jesus, die nackten Füße auf ein Podest gestellt. Ihm gegenüber sitzt auf einem niedrigeren Thron Petrus. Hinter dem mit Brotlaiben und Trinkgefäßen gedeckten Tisch sind halbkreisförmig die Brustbilder der Jünger angeordnet. Aus der Gruppe herausgehoben und vor dem Tisch dargestellt ist Judas, der aus der rechten Hand von Christus das Brot empfängt. Sich von ihm leicht abwendend, kratzt sich Judas mit der linken Hand am Hinterkopf.
Das Abendmahl-Relief ist heute in der oberen Reihe der Altartafel eingefügt, wobei die linke untere Ecke nachgearbeitet wurde, um das Engel-Medaillon einzufügen. Bei der Restauration Anfang des 21. Jahrhunderts wurde festgestellt, dass sowohl die Oberkörper der Apostel sowie die Jesus- und Judasfigur während früherer Restaurierungen nachgetrieben und umgearbeitet wurden.

#### Evangelistenmedaillons
Die vier runden Medaillons, die die Mittelgruppe an den Ecken begrenzen, besitzen einen Durchmesser von 11 cm. Dargestellt sind vier geflügelte Gestalten: Mensch, Löwe, Stier und Adler, die seit dem 4. Jahrhundert n. Chr. symbolisch den vier Evangelisten zugeschrieben werden. Gleichzeitig schaffen die vier Evangelistenmedaillons als Symbole der Menschwerdung Gottes, des Opfertodes, der Auferstehung und Himmelfahrt so die Verbindung zu den in den umgebenden Reliefs dargestellten Szenen der Passion Christi.

### Rahmen
Die Reliefs sind in einen hölzernen Rahmen eingelassen. Über die Ausgestaltung des originalen Rahmen der Pala d’oro gibt es keine schriftlichen Überlieferungen. In Analogie zum Basler Antependium wird angenommen, dass er ursprünglich mit rankenverzierten Blechen oder Emailstreifen geschmückt war. Im 19. Jahrhundert initiierte der Kanonikus Franz Bock die Neurahmung der Goldreliefs. Er konnte Kaiser Wilhelm I. gewinnen, anlässlich des 25. Jahrestages des Bestehens des Karlsvereins 1872 einen neuen Rahmen zu stiften, den der Aachener Goldschmied August Witte anfertigte. Die Anordnung der Reliefs im Rahmen wurde entsprechend seiner vorgesehenen Funktion als Retabel vorgenommen.
Der heutige hölzerne Rahmen ist aus Eichenholz gefertigt und stammt aus den Jahren 1950/51. Im Rahmen des Wiederaufbaus der gotischen Chorhalle nach dem Zweiten Weltkrieg entschied man sich, die Pala d’oro zukünftig als Antependium des neu gestalteten Altars zu verwenden. Dies machte eine Neurahmung der Goldreliefs notwendig, da der wilhelminische Rahmen von den Ausmaßen nicht zum neuen Altar passte. Anlässlich der 1999 begonnenen Konservierung wurden Überlegungen angestellt, den ursprünglich als Provisorium angesehenen Rahmen durch eine Neukonstruktion zu ersetzen.
Aus stilistischen Gründen entschied sich das Domkapitel bei der Restaurierung der Pala d’oro im Jahre 2002 dafür, die Rahmung aus den 1950er Jahren beizubehalten. Lediglich die Holzoberfläche wurde aufgearbeitet und die Justierung neu eingestellt.
Das Antependium misst heute samt dem Rahmen in der Höhe 0,83 m und in der Breite 1,215 m. Auf eine hölzerne Grundplatte sind die äußeren Rahmenleisten und das Goldrelief mit der Majestas-Domini-Darstellung fixiert; alle weiteren Rahmenleisten und Binnenstege sind durch ein Stecksystem miteinander verbunden. Durch die Verschraubung der vier Evangelistenmedaillons werden alle Rahmenteile justiert. Auch die einzelnen Goldreliefs als solche liegen jeweils auf einem sehr dünn gearbeiteten Eichenholzträger auf. Dieser besteht für die Mandorla aus zwei zusammengefügten Brettchen, für die Evangelistensymbole aus vier gedrechselten Rundplatten und bei den zwölf übrigen Reliefs in Form von rechteckigen Brettern mit einer mittig eingelassenen, quadratischen Ausnehmung zum Einfüllen des Wachses für die Füllmassen. Sie sind 24,9 bis 28,4 cm lang, zwischen 18,2 (Marien- und Michaelsrelief) und 28,5 cm breit und 3 bis 5 mm dick.

## Entstehung
Der Entstehungsort der Tafeln lässt sich heute nicht mehr eindeutig lokalisieren. Ernst Günther Grimme schrieb die Tafeln einer Werkstatt zu, die sich unter Umständen in Fulda befunden hat, während Hermann Fillitz deutliche Parallelen zu Goldschmiedearbeiten des Trierer Gregor-Meisters aus dem trierisch-lothringischen Raum sieht.
Das Antependium ist nicht durchgehend einheitlich gearbeitet, sondern weist vielmehr nach den ersten fünf, wohl von einem im rheinischen Gebiet beheimateten und geschulten Meister geschaffenen Reliefplatten einen deutlichen Hang zur Monumentalisierung auf. Die hölzernen Grundplatten wurden ursprünglich als gleichfalls aus ottonischer Zeit entstammend vermutet; eine dendrochronologische Untersuchung ergab jedoch entgegen einer solchen Annahme eine wahrscheinliche Entstehungszeit der Holzplatten erst ab 1582.

## Aufstellungsorte

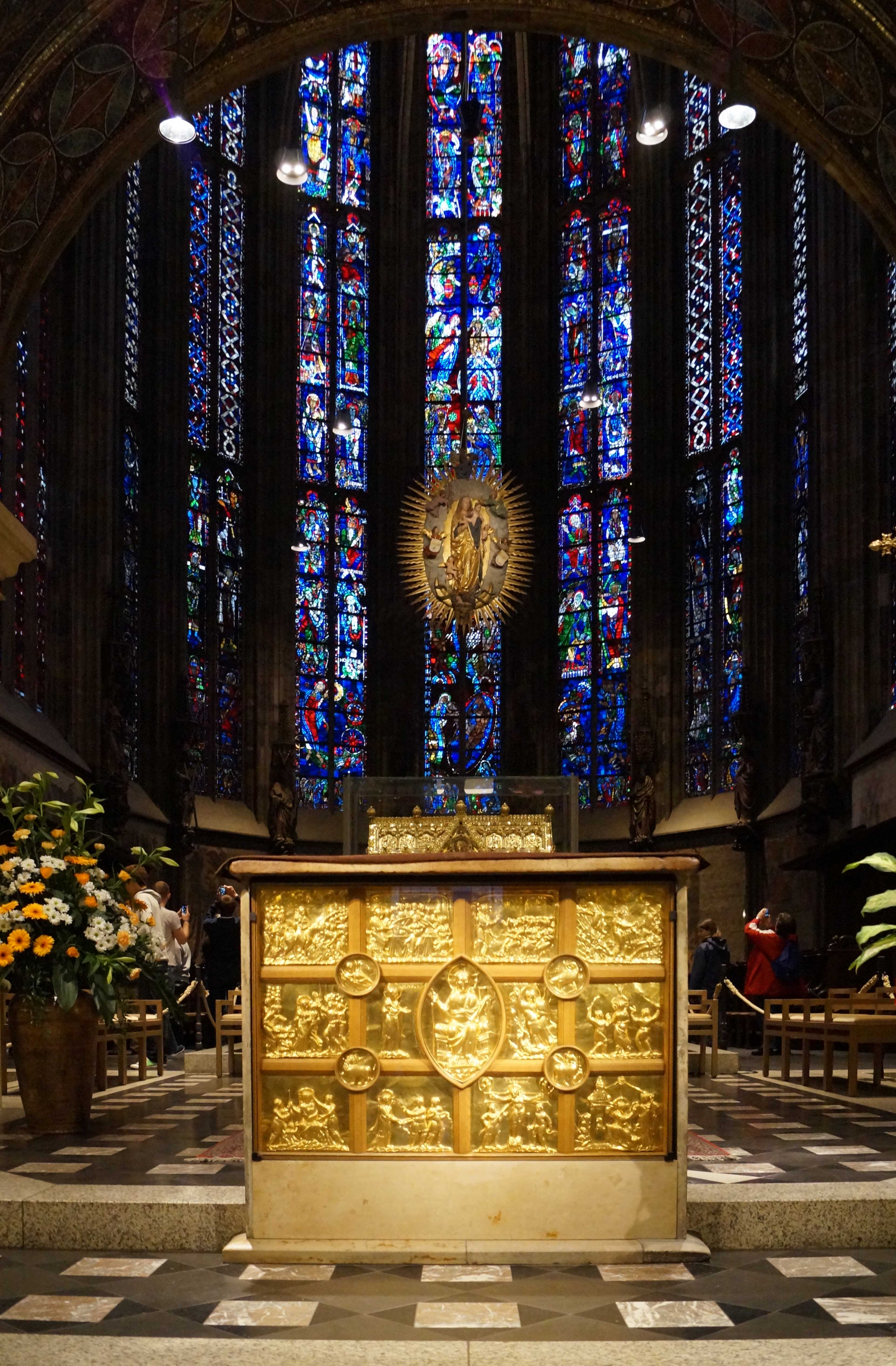
Heutige Position des Hauptaltars mit Pala d’oro im Dom zu Aachen

Nachweise über den ursprünglichen Aufstellungsort und die originale Verwendung der Tafeln im Aachener Dom sind nicht überliefert. Man geht aufgrund des Bildprogramms davon aus, dass die goldenen Tafeln vermutlich den Salvatoraltar auf der Empore des Aachener Münsters schmückten. Nach der Fertigstellung der gotischen Chorhalle wurde die Pala d’oro als Retabel in die neu errichtete Choranlage versetzt. Um 1481 wurde sie durch zehn silbervergoldete und zwei goldene Tafeln mit Darstellungen des Apostelzyklus ergänzt. Um 1485 wurden des Weiteren zwei Altarflügel mit Szenen des Marienlebens auf den Innenseiten und Darstellung von Karl dem Großen, der Maria ein Modell der Marienkirche überreicht sowie den Heiligen Blasius und Leopardus auf der Außenseite angefügt. Der geöffnete Altar war 4,25 m breit und mindestens 1,06 m hoch und in einen bemalten Holzrahmen eingefasst.
Um 1580 wurden die Goldtafeln einzeln auf dünne Eichenholztafeln genagelt, um sie während der Aachener Glaubenskriege besser transportieren zu können. Im Jahr 1627 kehrten die goldenen Altartafeln mit dem ausgelagerten Münsterschatz wieder an seinen angestammten Platz in den Aachener Dom zurück. Im Jahr 1803 wurde die gotische Choranlage demontiert und die Goldreliefs zusammen mit dem Domschatz und dem Karls- und Marienschrein bis 1873 in der Sakristei, die sich in der Matthiaskapelle befand, untergebracht. Von 1873 bis 1881 wurden die Platten in Schatzschränken auf der Empore der Karlskapelle und nach Feststellung von Feuchtigkeitsschäden in der Ungarischen Kapelle gelagert.
Auch nachdem die Goldreliefs in einem, von Kaiser Wilhelm I. gestifteten Rahmen 1872 eingefasst wurden, erfolgte zunächst die Aufstellung als Retabel über dem Altar in der Ungarischen Kapelle. Anlässlich des Besuchs Kaiser Wilhelm II. am 19. Juni 1902 – im Juni 1902 wurde das Mosaik im Tambour des Oktogons fertiggestellt – wurde auch der Altarraum in der gotischen Chorhalle umgestaltet. Die Pala d’oro wurde über dem Altar als Retabel aufgestellt, während die Aposteltafeln von 1481 das Antependium des neogotischen Hochaltars bildeten.
Zu Beginn des Zweiten Weltkriegs wurden die Altartafeln zusammen mit dem Domschatz demontiert und nach Bückeburg ausgelagert, kamen jedoch bereits 1941 wieder nach Aachen zurück, nachdem man sie zusammen mit den Aposteltafeln nicht als reichswichtigen Schatz eingestuft hatte. Bis zum Ende des Krieges wurden sie im südlichen, karolingischen Treppenturm des Aachener Doms gelagert.
Im Zuge des Wiederaufbaus der teilweise zerstörten gotischen Chorhalle wurde die Pala d’oro neu eingefasst und als Antependium des dreistufigen Mittelaltars aufgestellt. Nach den Vorgaben des Zweiten Vatikanischen Konzils wurde 1972 der Hauptaltar in das östliche Joch im Sechzehneck versetzt, wo er sich auch heute noch mit der Pala d’oro als Antependium befindet.